# 鲁夫赖 (厄尔省)
鲁夫赖（法語：Rouvray，法語發音：[ʁuvʁɛ]）是法国厄尔省的一个市镇，位于该省东部，属于埃夫勒区。该市镇总面积2.51平方公里，2009年时的人口为271人。

## 人口
鲁夫赖人口变化图示